# Doug Reinhardt

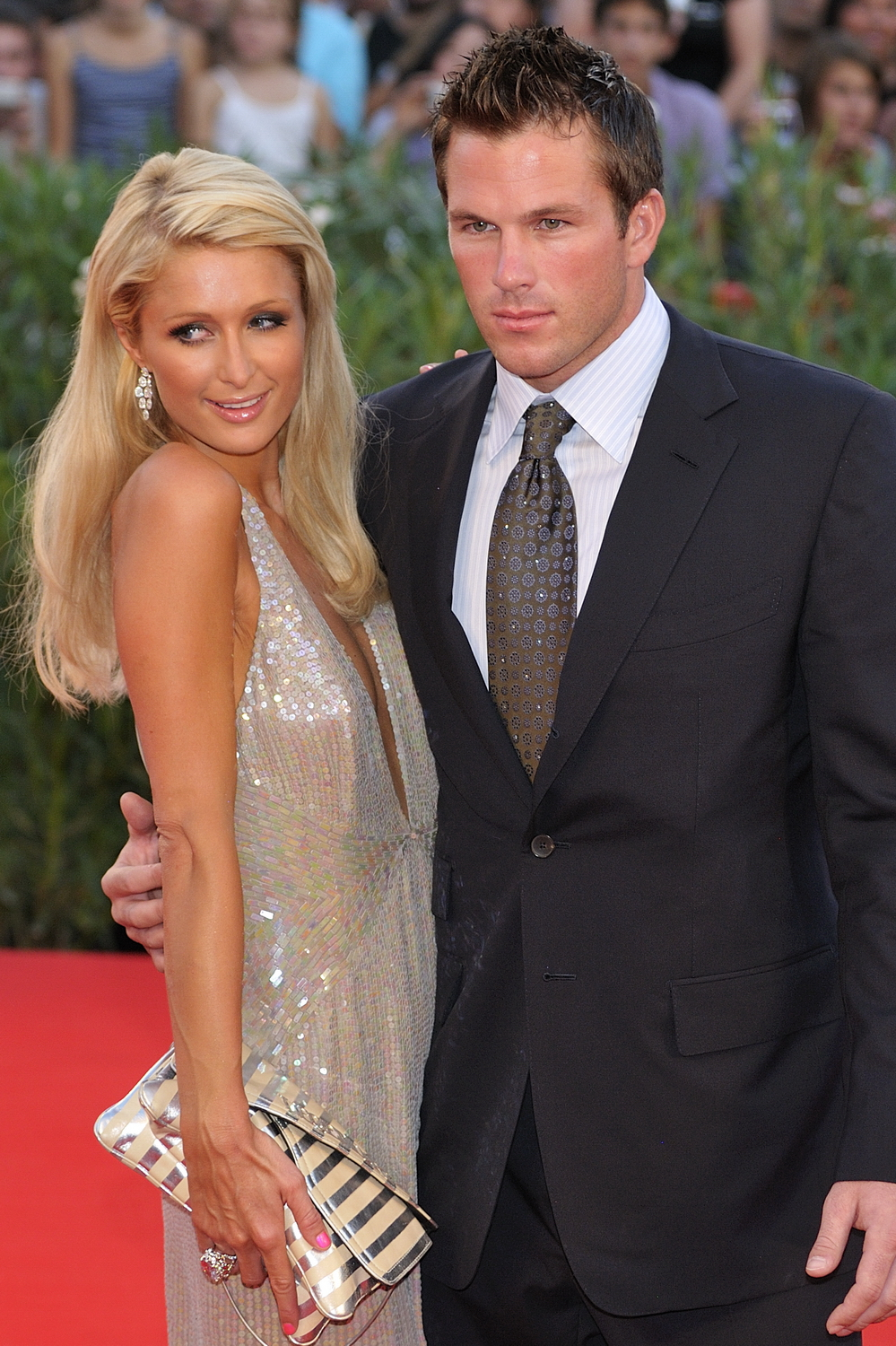
Doug Reinhardt und Paris Hilton

Doug Reinhardt (* 22. Oktober 1985 in Torrance, Kalifornien) ist ein US-amerikanischer Baseballspieler, der vor allem durch seine Teilnahme an der MTV-Serie The Hills und die Beziehung zu Paris Hilton bekannt wurde.

## Baseballkarriere
Doug Reinhardt spielte in den Minor League Baseballteams der Los Angeles Angels of Anaheim und Baltimore Orioles auf Rookie-Level. Nachdem er sich 2007 am Knie verletzt hat, besucht er seitdem die Pepperdine University und studiert dort im Hauptfach Politikwissenschaften.

## Fernsehauftritte
- The Hills
- Paris Hilton’s My New BFF
- The Real Housewives of Orange County